# Universa
Universa é uma plataforma do UOL criado em 8 de março de 2018, no Dia Internacional da Mulher, substituindo o UOL Estilo. Sua editora-chefe é Bia Sant'Ana.

## Conteúdo
O Universa é focado em conteúdo feito para o público feminino. Ela trabalha em três pilares. Trasforma aborda direitos das mulheres, violência contra a mulher, autoestima, política, diversidade, igualdade racial. Inspira aborda  carreira, finanças, decoração, moda, beleza, relacionamentos, sexo, viagem, além de depoimentos e dicas para ter uma vida plena. Pausa aborda descompressão, entrevistas e reportagens exclusivas e também conteúdo mais leve. Há também a leitura do horóscopo, feita por Titi Vidal.
Em janeiro de 2024, foi estreado o perfil de maquiagem e skincare no Instagram Bonitah pra Caramba, com nome baseado no bordão criado pela cantora Cariúcha no concurso Garota da Laje, em 2009. Também foram lançados três canais no WhatsApp, o UOL | Maquiagem e skincare, UOL | Cabelos: cortes e penteados e UOL | Unhas: tendências e tutoriais.
Em 17 de junho de 2024, o Universa lançou Materna, segmento sobre maternidade. Ele estreou como um newsletter.
A equipe é 100% feminina e publicou um manual sobre abordagem jornalística ao machismo. Na transação do UOL Estilo para o Universa, ocorreram grandes mudanças literárias e estéticas. As fontes foram atualizadas e há o uso majoritário das cores azul, vermelho e branco, no lugar de rosa, com uma identidade visual baseada em triângulos.

### Vídeos
Em julho de 2019, o Universa lançou em parceria com a MOV Por que Meu Corpo Incomoda? com cinco entrevistas com mulheres que sofrem algum tipo de preconceito com seus corpos. Foram entrevistadas Érika Januza, Sabrina Sato, Candy Mel, Mariana Nóbrega e Fernanda Lensky. Também foi lançado um manifesto e uma campanha nas redes sociais.
Em 2020 e 2021, o Universa transmitiu a live Giro Pela Vida, um bate-papo de iniciativa do Instituto Avon sobre prevenção do câncer de mama.
Em 15 de fevereiro de 2023, Tati Bernardi estreou o videocast de entrevistas Desculpa Alguma Coisa, onde mulheres dizem coisas que normalmanete não diriam. Em 4 de março, estreou o Tatiando, programa de vídeos curtos para as redes sociais, e o Tatirando, vídeos de react de posts em redes sociais.
Em 24 de fevereiro de 2023, estreou Sem Filtro, apresentado pelas jornalistas Camila Brandalise, Cris Guterres, Semayat Oliveira, Cris Fibe, Mariliz Pereira Jorge e Maria Ribeiro, que traz notícias semanais do universo feminino.
Em 26 de outubro de 2023, estrou Maria Vai Com os Outros, programa de entrevista apresentado pela colunista do Universa Maria Ribeiro. O programa foi renovado para uma segunda temporada, que estreou em 11 de maio de 2024.
Em 30 de janeiro de 2024, estreou o Lab da Beleza, programa de testes de maquiagens que tornam-se populares nas redes sociais apresentado por Vanessa Rozan. Em junho, o programa foi adaptado em uma conversa mais longa durante o Universa Talks.
Em 26 de fevereiro de 2024, foi lançado Metendo a Colher, vídeos para tirar dúvidas sobre a violência contra a mulher. O projeto está ligado à startup de mesmo nome, criado em 2016 por Renata Albertin. O aplicativo foi lançado em julho de 2017.

### Colunas
As colunistas da Universa são as seguintes:
- Ana Canosa
- Cris Guterres
- Cristina Fibe
- Maria Ribeiro
- Natalia Timerman

## Eventos

### Universa Talks
Programa estreado em 27 de maio de 2019, evento como foco o protagonismo feminino ao lado de marcas engajadas e mulheres de grande representatividade.

### Prêmio Inspiradoras
Parceria entre a Universa e o Instituto Avon que premia mulheres que se destacam na luta para transformar a vida das brasileiras. As categorias são Acesso à Justiça, Conscientização e Acolhimento, Inovação em Câncer de Mama, Informação para a Vida, Equidade e Cidadania, Esporte e Cultura e Representante Avon.